# Germania Datteln
Germania Datteln (offiziell: Sportverein Germania Datteln 1916 e. V.) war ein Fußballverein aus Datteln in Nordrhein-Westfalen. Die erste Herrenmannschaft spielt elf Jahre in der höchsten westfälischen Amateurliga.

## Geschichte
Germania Datteln wurde 1916 gegründet und nahm unmittelbar danach den Spielbetrieb mit einem 3:0-Sieg gegen die SpVgg Erkenschwick auf. Größter Erfolg der Vereinsgeschichte war nach dem Aufstieg in die Landesliga, die damals höchste westfälische Amateurspielklasse, im Jahre 1953. Drei Jahre später qualifizierte sich die Germania für die neu geschaffene Verbandsliga Westfalen. Im Achtelfinale des Westdeutschen Pokals 1959/60 erreichte Germania Datteln im heimischen Ostringstadion am 29. Mai 1960 gegen den späteren Pokalsieger Borussia Mönchengladbach ein 2:2 n. V., verlor jedoch das Wiederholungsspiel.
Dort wurde die Mannschaft 1961 Staffelsieger vor Arminia Bielefeld und wurde nach einem 2:0-Entscheidungsspielsieg gegen die Sportfreunde Siegen Westfalenmeister. In der anschließenden Aufstiegsrunde zur II. Division wurde die Germania Letzter und verzichtete nach dem Aufstiegsverzicht des Siegburger SV 04 auf das Nachrücken. 1964 stieg die Germania aus der Verbandsliga ab, ehe es drei Jahre später hinunter in die Bezirksliga ging. Nach einer Vizemeisterschaft im Jahre 1975 hinter der SpVgg Erkenschwick II gelang 1982 der Wiederaufstieg in die Landesliga. Dort wurden die Dattelner 1986 Vizemeister hinter dem SV Wilmsberg. Sechs Jahre später folgte der erneute Abstieg in die Bezirksliga. Im Jahre 2001 gelang der erneute Aufstieg in die Landesliga.
Im November des gleichen Jahres kam heraus, dass der Verein jahrelang keine Steuern gezahlt hat und mit 250.000 Mark verschuldet war. Die Germania musste Insolvenz beantragen und wurde im April 2002 aufgelöst.

## Persönlichkeiten
- Ingo Anderbrügge
- Werner Grau

## Nachfolgevereine

### Sportfreunde Germania Datteln
Als Nachfolgeverein wurden die Sportfreunde Germania Datteln gegründet. Dieser Verein startete in der Kreisliga C und schaffte auf Anhieb zwei Aufstiege in Folge. Zwischen 2004 und 2013 und von 2015 bis 2018 spielten die Sportfreunde Germania in der Kreisliga A Recklinghausen. Höhepunkt war die Vizemeisterschaft in der Saison 2009/10 hinter dem FC Erkenschwick.

### DJK Sportfreunde Datteln
Am 1. Januar 2018 fusionierten die Sportfreunde Germania Datteln mit der DJK Eintracht Datteln zur DJK Sportfreunde Datteln. Die DJK Eintracht Datteln spielte von 2002 bis 2004 in der Landesliga und brachte mit Ludger Pickenäcker einen späteren Profi hervor. Die DJK Sportfreunde tragen ihre Heimspiele auf der Sportanlage Südring aus.